# Ганди (головной убор)

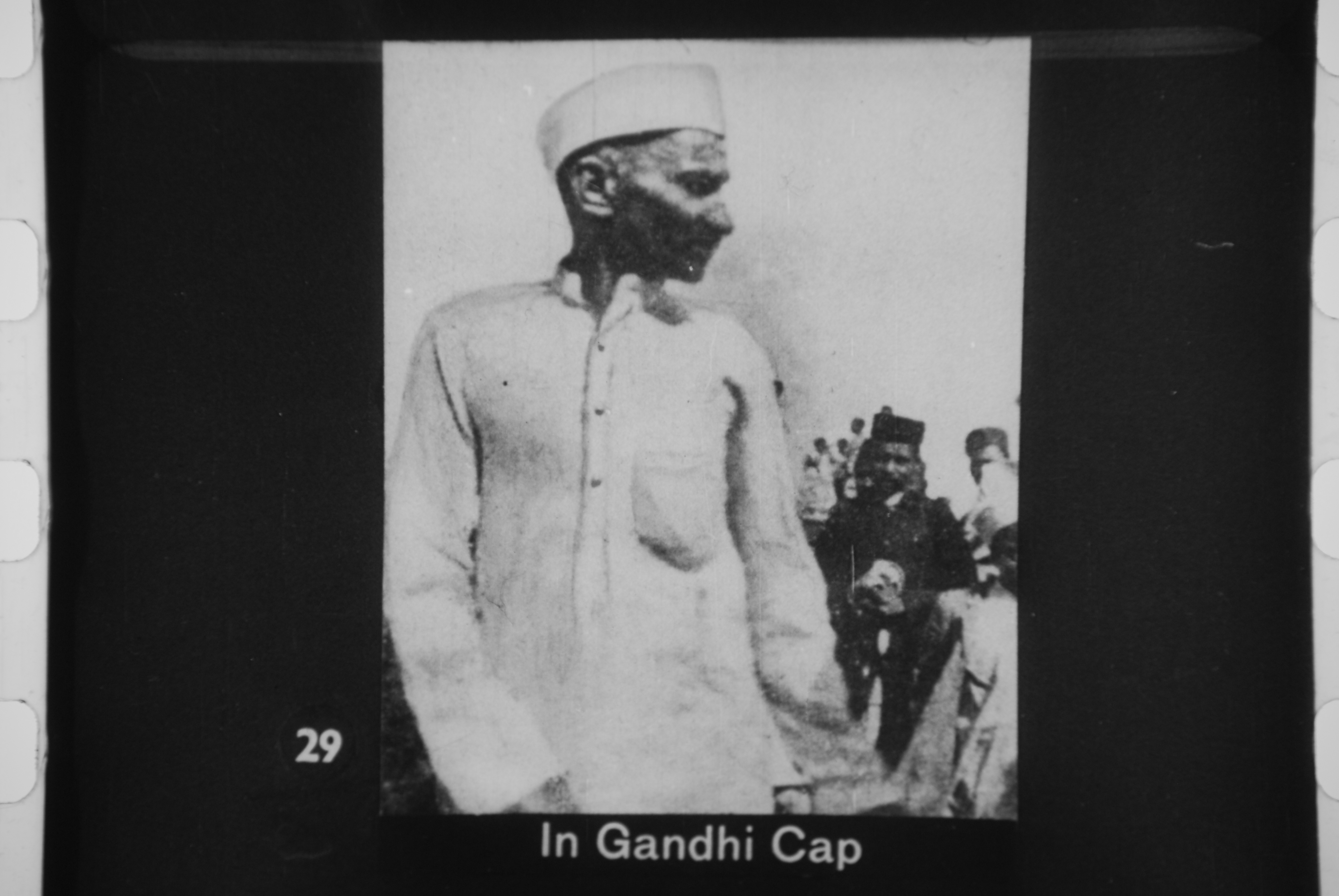
Мохандас Ганди в головном уборе, названном в его честь

Ганди (хинди गांधी टोपी) — белый головной убор наподобие пилотки с острыми углами спереди и сзади и широкий по бокам, сделанный из кхади (хлопковой индийской ткани).
Белый головной убор был назван в честь Махатмы Ганди, популяризовавшем его в ходе Индийского национально-освободительного движения. Обычно носится активистами, борющимися за независимость Индии.

## Происхождение

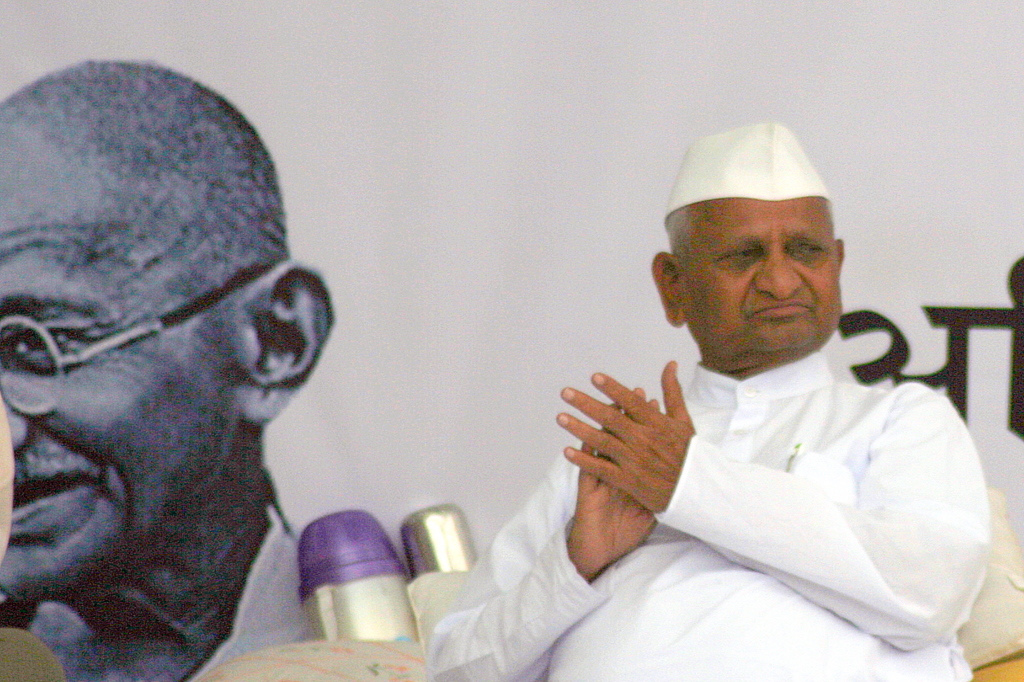
Анна Хазаре в ганди, во время голодовки

Исторически сложилось, что головные уборы подобного фасона носили в Гуджарате, Уттар-Прадеше, Раджастхане, Бихаре, Западной Бенгалии, Махараштре, Карнатаке и других частях Индии.
Материал кхади использовался в рамках общего призыва использовать отечественные материалы при сатьяграхе. Цвет был выбран как цвет «высшей чистоты», головной убор легко было стирать.
В тюрьмах Южной Африки заключённые, которые считались «неграми» (в число которых входили и индийцы в то время, как Ганди был в Южной Африке), должны были носить похожие головные уборы. Генри Полак, близкий друг Ганди, писал, что во время своего заключения в южноафриканской тюрьме Ганди был среди тех, кто носил их.
Похожие головные уборы чёрного цвета входили в униформу Акхил бхаратия хинду махасабха и Раштрия сваямсевак сангх; Субхас Чандра Бос носил схожий головной убор как знак милитаристских убеждений и руководства Индийской национальной армией.
В 1930 году был как минимум один случай запрета на ношение ганди; в целом английским правительством делались попытки дискредитировать символ.

## После провозглашения независимости
После смерти Ганди в 1948 году такой головной убор носили индийские лидеры, такие, как Джавахарлал Неру, первый премьер-министр Индии. Традицию продолжили последующие премьер-министры — Лал Бахадур Шастри и Морарджи Десаи. Большинство членов парламента Индии (в частности, политики и активисты Партии конгресса) носили кхади и ганди. Большое количество людей надевают ганди во время празднования независимости Индии 15 августа или провозглашения республики 26 января.
В дальнейшем ганди потеряла свою общественную и политическую привлекательность, хотя традицию продолжают многие члены партии конгресса; снижение значимости связано и с европеизацией одежды индийцев.

## Возрождение традиции
В 2011 году ганди была популяризирована в Индии Анном Хазаре, возглавившим антикоррупционное движение в Индии. Центром движения является Дели. В 2011 году тысячи людей по всей Индии носили ганди в поддержку выполнений требований Анны.